# Eulimnogammarus cruentus
Eulimnogammarus cruentus is een vlokreeftensoort uit de familie van de Eulimnogammaridae. De wetenschappelijke naam van de soort is voor het eerst geldig gepubliceerd in 1930 door Dorogostaisky.